# Deutsche Schwimmmeisterschaften 1981
Die 93. Deutschen Meisterschaften im Schwimmen fanden vom 2. bis 5. Juli 1981 in Bonn statt. Die Titelkämpfe dienten gleichzeitig als Qualifikationswettkampf für die Europameisterschaften 1981 in Split.
| Disziplin           | Männer                  | Männer                                        | Männer   | Frauen              | Frauen                | Frauen   |
| Disziplin           | Name                    | Verein                                        | Zeit     | Name                | Verein                | Zeit     |
| ------------------- | ----------------------- | --------------------------------------------- | -------- | ------------------- | --------------------- | -------- |
| 100 m Freistil      | Andreas Schmidt         | FS Düsseldorf 1910                            | 00:51,09 | Karin Seick         | SG Wiste              | 00:57,18 |
| 200 m Freistil      | Michael Groß            | EOSC Offenbach                                | 01:50,76 | Ina Beyermann       | SV Rhenania Köln      | 02:01,00 |
| 400 m Freistil      | Gerald Schlupp          | SSG Saar Max Ritter                           | 03:56,01 | Ina Beyermann       | SV Rhenania Köln      | 04:20,32 |
| 800 m Freistil      |                         |                                               |          | Ina Beyermann       | SV Rhenania Köln      | 8:56,70  |
| 1500 m Freistil0    | Rainer Henkel           | SV Rhenania Köln                              | 15:54,18 |                     |                       |          |
| 100 m Brust         | Peter Lang              | DSW 1912 Darmstadt                            | 01:04,96 | Andrea Schönborn    | SC Dinslaken          | 01:13,67 |
| 200 m Brust         | Martin Otten Peter Wolf | Wasserfreunde Wuppertal SSV Union 06 Hannover | 02:23,68 | Petra Zindler       | SV Rhenania Köln      | 02:40,76 |
| 100 m Rücken        | Thomas Lebherz          | DSW 1912 Darmstadt                            | 00:59,50 | Marion Aizpors      | SSG Heidelberg        | 01:05,19 |
| 200 m Rücken        | Thomas Lebherz          | DSW 1912 Darmstadt                            | 02:06,31 | Svenja Schlicht     | SV Nienhagen          | 02:20,36 |
| 100 m Schmetterling | Michael Groß            | EOSC Offenbach                                | 00:54,80 | Karin Seick         | SG Wiste              | 01:01,25 |
| 200 m Schmetterling | Oliver Bohnsack         | SV Essen 06                                   | 02:03,63 | Doris Wiebke        | Wasserfreunde München | 02:14,47 |
| 200 m Lagen         | Axel Seuser             | Wasserfreunde Wuppertal                       | 02:09,15 | Petra Zindler       | SV Rhenania Köln      | 02:21,38 |
| 400 m Lagen         | Gerald Schlupp          | SSG Saar Max Ritter                           | 04:35,72 | Petra Zindler       | SV Rhenania Köln      | 04:55,97 |
| 4 × 100 m Freistil  | EOSC Offenbach          | EOSC Offenbach                                | 03:32,90 | SV Rhenania Köln    | SV Rhenania Köln      | 03:59,34 |
| 4 × 200 m Freistil  | SG Gladbeck             | SG Gladbeck                                   | 07:41,08 |                     |                       |          |
| 4 × 100 m Lagen     |                         |                                               |          | SV Nikar Heidelberg | SV Nikar Heidelberg   | 04:26,54 |

1. 1 2 3 4 5 6 7  neuer DSV-Rekord